# OpenSIPS
OpenSIPS é uma implementação de software livre do protocolo de iniciação de sessão (SIP) para voz sobre IP (VoIP) que pode ser usado para lidar com a comunicação via voz, texto e vídeo. OpenSIPS é destinado para instalações ao serviço de milhares de chamadas simultaneas e é compatível com IETF RFC 3261.